# Manius Acilius Glabrio (consul in 191 v.Chr.)
Manius Acilius Glabrio was een Romeins staatsman en militair uit de 2e eeuw v.Chr. Hij was de vader van Manius Acilius Faustinus.
Acilius wordt in 196 v.Chr voor het eerst vermeld toen hij het ambt van praetor bekleedde. Tijdens zijn termijn sloeg hij een slavenopstand in Etrurië neer.
In 191 werd hij gekozen als consul. Hij vocht in de oorlog tegen Antiochus de Grote, die hij versloeg in de Slag bij Thermopylae. Antiochus werd daardoor gedwongen Griekenland te verlaten. Daarna vocht Acilius tegen legers van de Aetolische Bond. Hij veroverde de stad Heraclea Trachinia en belegerde Naupactus. Terug in Rome bouwde hij de De Tempel van Pietas.
In 189 was hij kandidaat voor de belangrijke functie van censor. Hij werd echter tegenwerkt door een groep patriciërs en de tribunene, die hem er van beschuldigden een deel van de oorlogsbuit van zijn Griekse oorlog in zijn huis verstopt te hebben. Nadat zijn eigen legatus tegen hem getuigde trok hij zich terug uit de verkiezing.
Manius Acilius was waarschijnlijk verantwoordelijk voor de Lex Aciliauit 191 v.Chr. Deze wet regelde dat de pontifex maximus voortaan de macht had extra dagen aan de Romeinse kalender toe te voegen, zodat deze weer in lijn met de maankalender kon worden gebracht.